# Luis Medrano
Luis Medrano (Valencia, 1846-Madrid, 1927) fue un actor español.

## Biografía

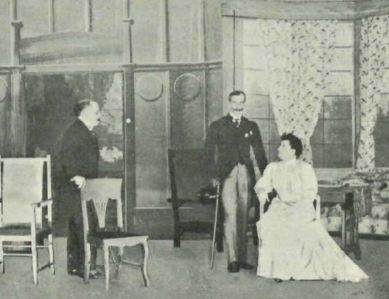
Luis Medrano (izqda) con Fernando Díaz de Mendoza y María Guerrero en una imagen del estreno de Más fuerte que el amor en 1906

Nació en Valencia en 1846 en el seno de una familia acomodada de la ciudad. Al perder su patrimonio se instaló en Madrid, donde a través de su amigo Fernando Díaz de Mendoza, se inicia en el mundo de la interpretación, integrándose en la compañía de la que era titular Mendoza y su esposa María Guerrero.
Especializado en caballeros elegantes y de esmerada educación —a imagen de su personalidad real— interpretó decenas de personajes especialmente en el primer cuarto del siglo XX, pudiendo mencionarse Mariucha (1903), de Benito Pérez Galdós, La noche del sábado (1903) y Más fuerte que el amor (1906), ambas de Jacinto Benavente, Doña María la Brava (1909), de Eduardo Marquina, La fuente amarga (1910), de Manuel Linares Rivas, La marquesa Rosalinda (1912), de Valle-Inclán, Mamá (1913), de Gregorio Martínez Sierra, o Alceste (1914), de nuevo de Galdós.
Falleció en Madrid el 4 de agosto de 1927.